# 에프지코리아
에프지코리아(영어: FG KOREA)는 미국 패스트 캐주얼 레스토랑 브랜드 파이브 가이즈의 한국 법인이다. 2023년 한화갤러리아가 설립한 자회사다.

## 역사
2022년 4월 한화솔루션 갤러리아부문은 파이브 가이즈와 국내 사업권 계약을 체결했다. 2023년 3월 한화솔루션은 한화갤러리아를 인적 분할하고, 5월 한화갤러리아는 파이브 가이즈의 국내 운영을 위한 에프지코리아를 자회사 형태로 설립했다. 같은 해 6월 26일 강남역과 신논현역 인근에 1호점 '강남점'을 오픈했다. 오픈 당일 오전에만 700여명이 입장하는 등 성공적인 시작을 보였다. 오픈런과 밤샘 대기 등 흥행에 힘입어 2023년 10월 더현대 서울에 2호점, 2024년 2월 신세계백화점 강남점에 3호점, 9월 서울역에 4호점, 현대백화점 판교점에 5호점을 차례로 개업했다.

## 사업 부문
- 파이브 가이즈: 강남, 서울역, 고속터미널, 여의도, 판교